# Internet citoyen

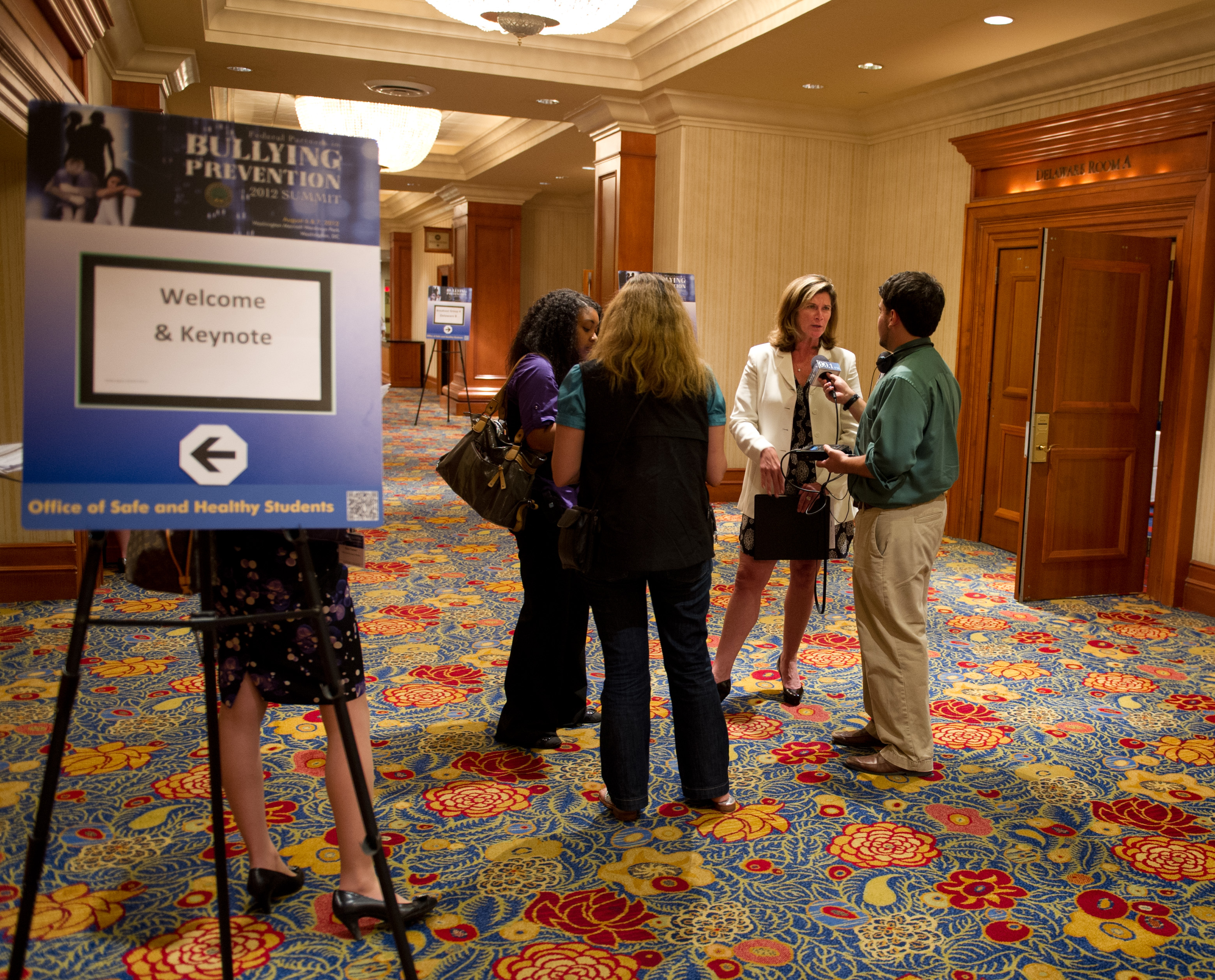
Sommet annuel de prévention contre le harcèlement en ligne.

L'expression internet citoyen est apparue en France en 1995 à l'occasion d'un appel au G7 lancé par un collectif de sociologues et de philosophes sous le nom de VECAM (Veille européenne et citoyenne sur les autoroutes de l’information et le multimédia).

## Définition
L'internet citoyen englobe les usages, services, pratiques et comportements liés aux outils numériques en réseaux et dédiés à des actions publiques et solidaires, locales, nationales ou internationales, non marchandes, portées par la société civile.
Il se définit selon les caractéristiques suivantes : 
- non commercial, non marchand sans transactions financières à but lucratif ;
- issu de l'économie sociale et solidaire, du secteur public ou de la recherche ;
- public : administration en ligne et services de proximité ;
- d'intérêt général: emploi, patrimoine, santé, éducation, formation ;
- de services essentiels : aide aux projets, démocratie locale, mise en réseau des personnes et organismes locaux pour l'échange et la coproduction ;
- accessible : favorisant les publics éloignés culturellement, économiquement ou socialement.

## L'implication de la société civile
Depuis 1995, en France, des associations prennent le parti de défendre l'internet citoyen pour une société de l'information qui respecte les identités et la pluralité, qui évite de créer ou renforcer des élitismes, et qui veille à la non-marchandisation des outils  qu'ils considèrent indispensables aux services publics. Elle militent notamment pour la diffusion des licences libres).
Il s'agit de déployer un internet coopératif et collaboratif permettant de réaliser des projets au niveau d'un territoire, telles les évolutions urbaines ou environnementales, au bénéfice de tous. Cette notion d'internet citoyen se rapproche de celle de "service public numérique".
Par ailleurs, l'État s'engage dans le développement d'un internet citoyen au travers des espaces publics numériques et en soutenant les initiatives locales.
Les usages de l'internet pour la démocratie locale sont une composante non négligeable de l'internet citoyen (animation des conseils de quartier, participation aux assises de villes, etc.) Il s'agit de citoyenneté active locale et quotidienne. Les enjeux d'éducation civique sont aussi en question, le net étant l'outil incontournable de la citoyenneté.